# Bohin France
Bohin France est une entreprise française située à Saint-Sulpice-sur-Risle (Orne, France). Bohin produit des articles métalliques pour la mercerie et la papeterie (aiguille, épingle, agrafe, bouton pression, épingle de sûreté, épingle tête de verre, trombone, attache parisienne, punaise). C'est le dernier fabricant en France d'aiguilles à coudre, d'épingles à tête de verre et d'épingles de sûreté.
L’entreprise Bohin France a été labellisée entreprise du patrimoine vivant en 2020 

## Historique
L'entreprise de menuiserie et bimbeloterie en bois (boîtes fantaisie, jouets) Bohin est créée avant 1833 à L'Aigle. Le passage à l'industrie de l'aiguille est du fait de Benjamin Bohin. La légende autour de l'entreprise raconte que Benjamin, à onze ans, aurait souhaité prendre le pouvoir dans l'entreprise de son père, le jeune homme transformant l’atelier artisanal de bimbeloterie en un atelier de production en série. En 1860, il oriente l'activité de l'entreprise vers les aiguilles. En 1866, il achète une usine à Saint-Sulpice-sur-Risle. 
En 1868, en plein essor de la révolution industrielle, il décide d'abandonner le marché de la bimbeloterie pour diversifier l'entreprise dans la fabrication d'aiguilles. La région a comme grande spécialité l'épingle, puisque le pays d'Ouche est riche en minerai de fer et s'y développe la métallurgie. Lors de l’exposition universelle de 1889, l'entreprise reçoit une médaille d'or pour la qualité de ses produits. Progressivement, il regroupe et modernise plusieurs ateliers de petits artisans aiguillers et épingliers et les installe sur les bords de la Risle pour utiliser son énergie hydraulique. Jusqu'à la Première Guerre mondiale, il y a au bord du cours d'eau jusqu'à cinq usines (plus deux autres à L'Aigle) qui font travailler 450 personnes (plus 150 dans les ateliers de tréfilage au siège de l'entreprise à Issy-les-Moulineaux). 
Son fils Paul reprend la direction de l'entreprise en 1873 et dépose de nombreux brevets. Benjamin invente la première machine automatique de montage des épingles de sûreté avec « protège pointe » en 1890. En 1908, Paul invente la première machine capable de réaliser la fabrication complète des aiguilles. C'est en ce début du XXe siècle l'âge d'or de l'entreprise qui produit annuellement 400 millions d'aiguilles (soit 40 tonnes) et 3 milliards d'épingles. Après la Seconde Guerre mondiale, Bohin se diversifie une nouvelle fois en créant une gamme d'articles métalliques de papeterie et de petites pièces pour l'industrie textile ou le monde médical.
Alors que l'entreprise menée par cinq générations de Bohin successives est en liquidation judiciaire en 1996, elle est reprise en 1997 par Didier Vrac, salarié depuis 1990 (directeur des achats puis directeur commercial). Ce dernier ferme le siège d'Issy-les-Moulineaux, conserve le site de Saint-Sulpice-sur-Risle de production de trombones et d'agrafes pour le secteur de la papeterie mais parvient surtout à redynamiser l'entreprise à la suite de la reprise à la fin des années 1990 du marché de la broderie, du décor d’intérieur et de la couture, notamment le patchwork. En 1997, l'entreprise se scinde alors en deux branches : Didier Vrac reprend sous le nom «Bohin France », la mercerie (85 % du chiffre d'affaires) et la papeterie (15 % du CA) ; un autre industriel reprend la sous-traitance industrielle qui devient « Bohin Industrie », aujourd'hui renommé "AXFIL" (produits high tech en acier destinés aux secteurs du médical, de l’électronique, de la plasturgie, de la musique, du tatouage ou encore de l’aérospatial).
Le 28 décembre 2017, Audrey Régnier, ancienne directrice du Musée de l’aiguille, et son mari, Fabien, rachètent Bohin France.
Le 18 et 19 janvier 2020, Bohin France a représenté l'Orne à la Grande Exposition du fabriqué en France à l'Élysée.
Le 13 octobre 2020, Bohin France obtient le label entreprise du patrimoine vivant.

## La manufacture Bohin
Une couverture médiatique de l’entreprise depuis l'an 2000 (initiée par le journal de 13 heures de Jean-Pierre Pernaut le 1er mai 2000) eut pour effet sur l'usine Bohin, d'organiser des visites de groupes face à la demande du public, d'où la décision de créer un musée dans d’anciens bâtiments de stockage sur 2 000 m2 du site industriel : La Manufacture Bohin est inaugurée le 27 février 2014 et ouverte au grand public le 4 mars 2014, sa directrice est Audrey Régnier. Les ateliers de fabrication sont visitables : vous découvrez le savoir-faire ancestral des salariés qui donnent naissance, juste devant vous, à l'aiguille à coudre, l'épingle de sûreté et l'épingle à tête de verre, sur des machines pour certaines datant de la fin du XIXe siècle (le week-end, des moniteurs vidéo-son montrent le fonctionnement des machines). Neuf espaces muséographiques mis en scène par le muséographe François Confino permettent de retrouver le savoir-faire des métiers d’épinglier et d’aiguiller mais aussi l’histoire de l’entreprise Bohin (création de l’entreprise, voyages entrepris, produits et publicités…), l’utilisation de l’aiguille à travers les âges (reliure d'art, sellerie, tapisserie d'ameublement, voilerie, taxidermie, broderie, couture), la métallurgie dans la vallée de la Risle.
Un des espaces muséographiques détaille notamment les 27 étapes nécessaires pour fabriquer une aiguille à coudre : choix du fil métallique issu de la tréfilerie, dressage (fil rendu droit), coupage en tronçons (tronçon d'une longueur équivalente à deux aiguilles), empointage, estampage, perçage du chas, séparation du tronçon, ébavurage, trempe, revenu, sciurage, vannage, rangement, polissage, nickelage, mise en cases, tallage, appérissage, contrôles qualité, piquage, … jusqu'à la mise en pochette.
Dans le cadre du recensement du patrimoine industriel en Basse-Normandie commencé en 1982, plusieurs parties de l'usine de Saint-Sulpice-sur-Risle sont protégées au titre des monuments historiques en 1995,.